# Banco nationalpark
Banco nationalpark (franska: Parc national du Banco) är en nationalpark i Elfenbenskustens största stad Abidjan. Arean är 35 kvadratkilometer. Skogsområdet skyddades först 1929 och fick status som nationalpark 1953.